# Medina (piosenkarka)

Logotyp

Medina Danielle Oona Valbak, właściwie Andrea Fuentealba Valbak (ur. 30 listopada 1982 w Aarhus, Dania), znana pod pseudonimem Medina jest duńską piosenkarką pop, dance i R&B.

## Życiorys

### Wczesne lata
Urodzona w rodzinie duńsko-chilijskiej (jej ojciec pochodzi z Chile) dzieciństwo spędziła w rodzinnym mieście Aarhus w Danii. Imię Andrea zastąpiła w 2005 roku Mediną z własnego wyboru, po wizycie u numerolog.

### Kariera
W roku 2000 została odkryta przez duet producencki Providers i dzięki temu podpisała kontrakt płytowy w wytwórni Soulcamp. W tejże wydała swój debiutancki album Tæt på (duń. bliżej) w 2007 roku, który nie odniósł oszałamiającego sukcesu. Płytę promowały dwa single: Flå (duń. oskalpować) oraz Et øjeblik (duń. moment).
Pozytywne zmiany nadeszły wraz z 2008 rokiem, w którym ukazał się singiel Kun for mig (duń. tylko dla mnie), zapowiadający nadchodzące wydawnictwo artystki zatytułowane Velkommen til Medina (duń. witaj w Medinie). Piosenka odniosła ogromny sukces w rodzinnym kraju piosenkarki i utrzymywała się przez sześć tygodni na pierwszym miejscu duńskiej listy przebojów, a dzięki temu singiel osiągnął później status potrójnej platyny.
Sukces drugiego singla z albumu był nie mniejszy i tytułowa piosenka spędziła pięć tygodni na szczycie duńskiej listy przebojów, a singiel osiągnął status platyny. Dwa kolejne utwory promujące (Ensom (duń. samotny) i Vi to (duń. nas dwoje)) również nie zawiodły i dzięki temu płyta również zyskała status platyny.
Zachęcona dotychczasowymi sukcesami, Medina wydała we wrześniu 2009 roku anglojęzyczną wersję singla Kun for mig o tytule You and I, który ukazał się w Wielkiej Brytanii, Niemczech, Austrii i Szwajcarii. W Anglii utwór nie odniósł oszałamiającego sukcesu plasując się na 39 miejscu tamtejszej listy przebojów. Inaczej było w Niemczech, gdzie piosenka dostała się do pierwszej dziesiątki.
W lipcu 2010 roku światło dzienne ujrzał międzynarodowy debiut Mediny Welcome to Medina, który wydano w Niemczech (miejsce 9), Austrii (miejsce 45) i Szwajcarii (miejsce 24). Poza siedmioma nowymi piosenkami, album zawiera angielskie wersje 4 singli z albumu duńskiego, wśród których znalazł się Lonely (angielska wersja Ensom), stając się jednocześnie drugim międzynarodowym singlem. 
2009 rok przyniósł również dwa gościnne występy Mediny w piosenkach 100 dage (duń. 100 dni) Thomasa Heliga oraz Mest ondt (duń. najwścieklejsza) Burhana G. Poza tym, w tym roku wyróżniono piosenkarkę nagrodą MTV Europe Music Awards w kategorii Najlepsza piosenkarka, Dania.
Rok 2011 to trzeci duński studyjny album artystki, zatytułowany For altid (duń. na zawsze), który promują single Synd for dig (duń. szkoda mi ciebie) i For altid. Następnie zostały wydane single Kl. 10 (duń. na dziesiątą) i 12 Dage (duń. 12 dni)
W 2012 roku (1.06) w Niemczech, Austrii, Szwajcarii (EMI Music) i w Danii (Labelmade) wydano angielską wersję albumu For altid. Znalazły się na nim 3 piosenki (wersji angielskiej) z poprzedniego albumu. Forever (For Altid), Happening (Kl. 10) i Black Lights (Lyser I Morke). Poza tym, przed premierą albumu, zostały wydane (w Niemczech) 3 single promocyjne: Boring, Keep Me Hanging, Waiting For Love.
Pierwszym singlem z płyty została piosenka Forever. Teledysk został nakręcony w Nowym Jorku. Premiera teledysku na YouTube odbyła się 2 maja 2012.

## Dyskografia

### Albumy studyjne
- 2007 Tæt på
- 2009 Velkommen til Medina
- 2010 Welcome to Medina
- 2011 For Altid
- 2012 Forever
- 2012 Forever 2.0

### Single
- Tæt på:
  - "Flå" (feat. Ruus)
  - "Et øjeblik" (feat. Joe True)
  - "Alene"
  - "Okay"
- Velkommen til Medina:
  - "Kun for mig"
  - "Velkommen til Medina"
  - "Ensom"
  - "Vi to"
- Welcome to Medina:
  - "You and I"
  - "Lonely"
  - "Addiction"
  - "Gutter"
  - "The One"
  - "Execute Me"
- For Altid:
  - "For altid"
  - "Synd for dig"
  - "Kl. 10"
  - "12 Dage"
  - "Lyser i mørke"
- Forever:
  - "Forever"
  - "Happening"
  - "Boring"
  - "Waiting For Love"
- For Altid (Special Edition):
  - "Har Du Glemt"
  - "Synd for dig (ELQQ remix feat. KIDD)"
- 2012 Forever 2.0:
  - "Junkie"
- Inne:
  - "100 dage" (Thomas Helmig feat. Medina)
  - "Mest ondt" (Burhan G feat. Medina)
  - "Lågsus" (Specktors feat. Medina)
  - "Overdose" (Wolfgang Gartner feat. Medina)
  - "Du säger du älskar mig" (Supermarkets feat. Medina)
  - "Hvad der sker her" (Nik & Ras feat. Medina)